# Ptilostemon
Ptilostemon es un género de la  familia de las asteráceas. Comprende 25 especies descritas y de estas, solo 17 aceptadas.

## Taxonomía
El género fue descrito por Alexandre Henri Gabriel de Cassini y publicado en Bull. Sci. Soc. Philom. Paris 1816: 200. 1816.

## Especies aceptadas
A continuación se brinda un listado de las especies del género Ptilostemon aceptadas hasta julio de 2012, ordenadas alfabéticamente. Para cada una se indica el nombre binomial seguido del autor, abreviado según las convenciones y usos, y la publicación válida.
- Ptilostemon abylense Greuter
- Ptilostemon abylensis (Maire) Greuter
- Ptilostemon afer (Jacq.) Greuter
- Ptilostemon casabonae (L.) Greuter
- Ptilostemon chamaepeuce (L.) Less.
- Ptilostemon diacantha (Labill.) Greuter
- Ptilostemon dyricola (Maire) Greuter
- Ptilostemon echinocephalus (Willd.) Greuter
- Ptilostemon gnaphaloides Soják
- Ptilostemon × grandei (Petr.) Greuter
- Ptilostemon hispanicus (Lam.) Greuter
- Ptilostemon leptophyllus (Pau & Font Quer) Greuter
- Ptilostemon niveus (Presl) Greuter
- Ptilostemon rhiphaeus (Pau & Font Quer) Greuter
- Ptilostemon stellatus (L.) Greuter
- Ptilostemon strictus (Ten.) Greuter
- Ptilostemon × tauricola (Boiss. & Hausskn.) Greuter